# Шебордаев, Виктор Семёнович
Шебордаев Виктор Семёнович — советский машинист тепловоза, член Воронежского обкома КПСС, Герой Социалистического Труда (02.04.1981).

## Биография
Родился 30 июля 1930 года в селе Рождественское Борисоглебского района Центрально-Чернозёмной области в крестьянской семье. По происхождению русский. Осиротел в раннем возрасте, работать начал в 13-летнем возрасте.
В 1949 году поступил на службу кочегаром паровоза, в 1950 году переведен на должность помощника машиниста паровоза локомотивного депо Поворино.
В период 1952—1955 гг. проходил службу в ВС СССР.
После демобилизации вернулся в Поворино, где с 1956 по 1963 гг. работал кочегаром и помощником машиниста, а с 1963 по 1989 гг. — машинист тепловоза локомотивного депо Поворино Юго-Восточной железной дороги. Окончил Георгиу-Дежский железнодорожный техникум (1968).
Награжден за высокие трудовые показатели в Десятой пятилетке. Делегат XXV-го и XXVI-го съездов КПСС (1981).
Указом Президиума Верховного Совета СССР от 2 апреля 1981 года за выдающиеся производственные достижения, досрочное выполнение заданий десятой пятилетки и социалистических обязательств Шебордаеву Виктору Семеновичу присвоено звание Героя Социалистического труда с вручением ордена Ленина и золотой медали «Серп и Молот».
В 1985 году перешел на работу в СПТУ № 41 Юго-Восточной железной дороги. Постоянно проживал в городе Поворино Воронежской области.
Умер 14 августа 1997 года.

## Память
Именем Шебордаева назван памятник-паровоз машинистам, установленный на территории депо Поворино (2004).

## Награды и почетные звания
- 2 ордена Ленина (04.03.1976; 02.04.1981).
- Медаль «Серп и Молот» (02.04.1981).
- Орден Трудового Красного Знамени (04.05.1971).
- Медали.